# Fälschermuseum Wien

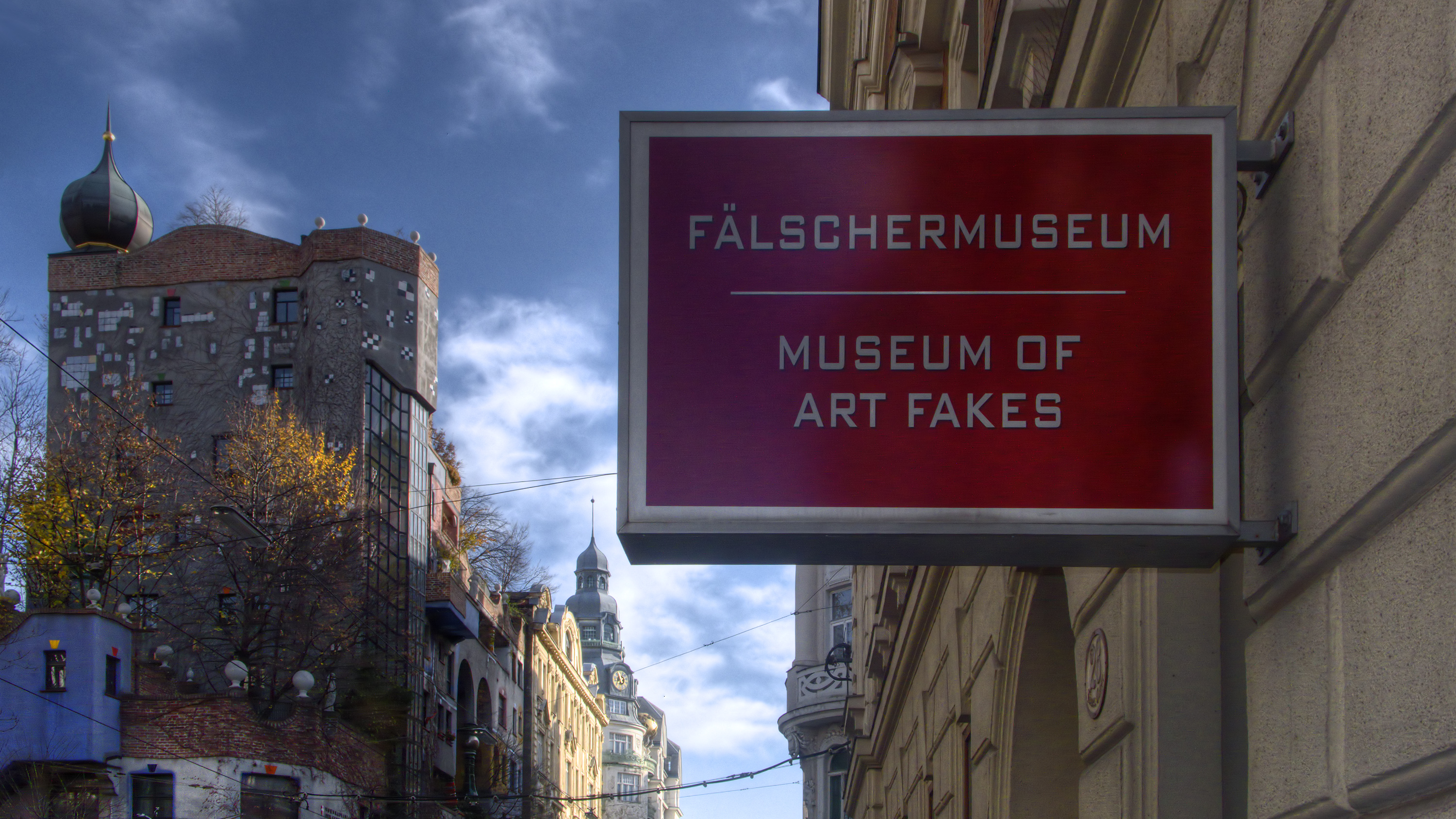
Fälschermuseum, im Hintergrund links das Hundertwasserhaus

Das Fälschermuseum Wien ist ein Privatmuseum für Kunstfälschungen im 3. Wiener Gemeindebezirk Landstraße in der Löwengasse 28. Es wurde im Jahr 2005 gegründet und ist das einzige Museum dieser Art im deutschen Sprachraum.
Ausgestellt werden unter anderem Werke des bekannten Vermeer-Fälschers Han van Meegeren und des Londoner Restaurators Tom Keating, der sich rühmte, mehr als 2000 Werke von über hundert Künstlern gefälscht zu haben und der bewusst „Zeitbomben“ und Anachronismen in seine Bilder einbaute. Außerdem sind Arbeiten des Fälschers der Hitler-Tagebücher Konrad Kujau zu sehen, sowie Werke von David Stein, Edgar Mrugalla, Elmyr de Hory, Eric Hebborn und Lothar Malskat. Das Museum dokumentiert die Geschichte der berühmtesten Fälschungen und die zum Teil dramatischen Lebensschicksale ihrer Urheber.